# ماريان لوفغرين
ماريان لوفغرين (بالسويدية: Marianne Löfgren)‏ هي ممثلة سويدية، ولدت في 24 فبراير 1910 في Kungsholm parish ‏ في السويد، وتوفيت في 4 سبتمبر 1957 في سولنا ‏ في السويد.

## أعمال

### أفلام
- السجن

## وصلات خارجية
- ماريان لوفغرين على موقع IMDb (الإنجليزية)
- ماريان لوفغرين على موقع ألو سيني (الفرنسية)
- ماريان لوفغرين على موقع قاعدة بيانات الأفلام السويدية (السويدية)
- ماريان لوفغرين على موقع قاعدة بيانات الفيلم (الإنجليزية)